# محدوده‌بندی

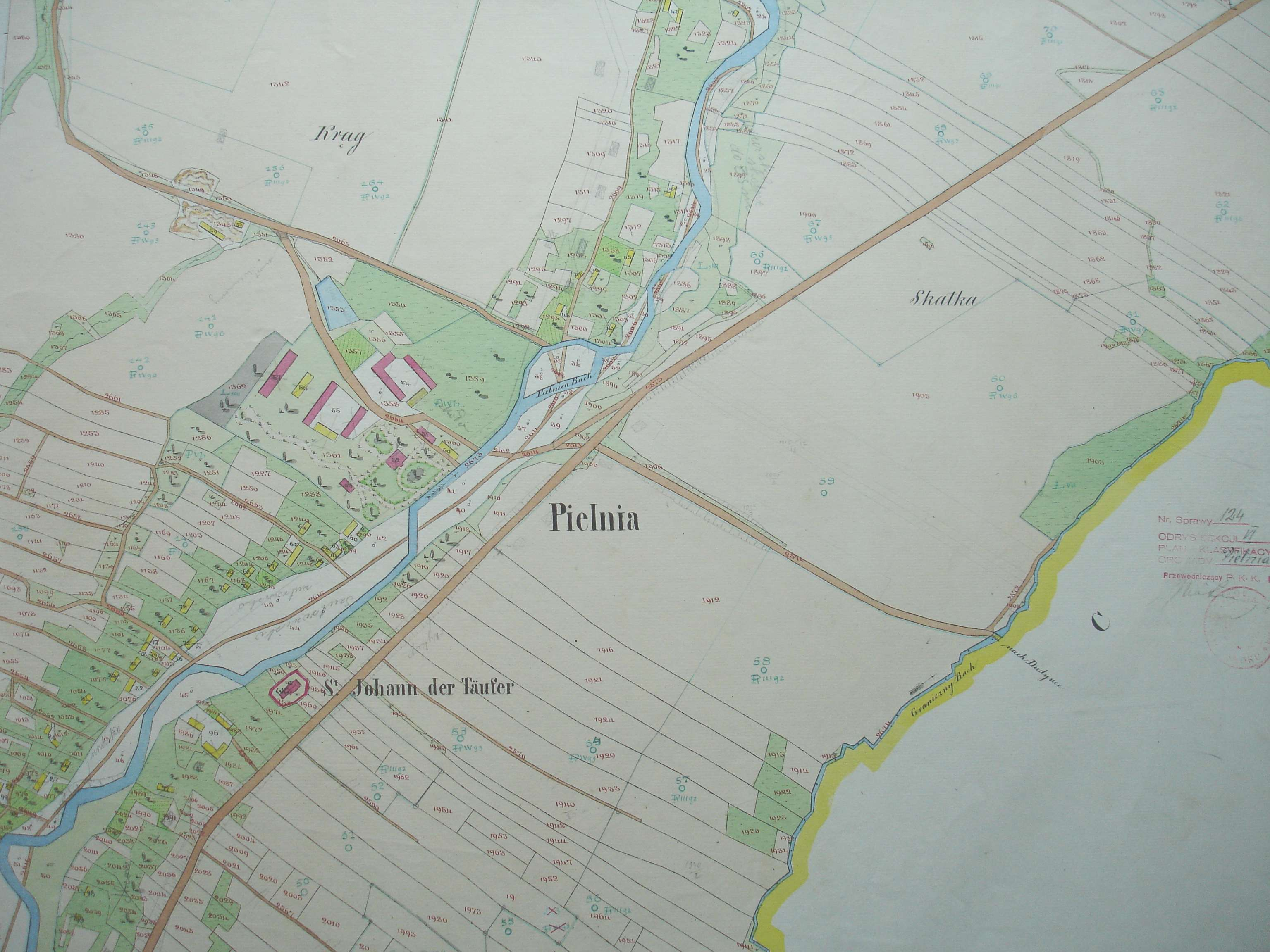
کاستادرال/حدنگاشت یکی از روستاهای اتریش در سال ۱۸۵۲ میلادی

محدوده‌بندی، حدنگاری یا کاداستر (به فرانسوی: Cadastre) نوعی نقشه‌برداری ثبتی است که ارزش حقوقی دارد و می‌توان بر اساس مرزهای آن سند مالکیت صادر کرد. کاداستر منبع اصلی داده‌ها در اختلافات و دعاوی بین مالکان زمین است (یا در مورد ایران باید باشد).
نقشه حدنگاری نقشه‌ای است که مرزها و مالکیت قطعات زمین را نشان می‌دهد. برخی از نقشه‌های کاداستر جزئیات بیشتری را نشان می‌دهند، مانند نام ناحیه، شماره شناسایی منحصر به فرد برای هر پارسل ملکی، گواهی شماره عنوان، موقعیت ساختارهای موجود، شماره بخش، نام خیابان‌های مجاور، ابعاد مرزها و…
مجموعه فعالیت‌های مرتبط با حدنگاری شامل تهیه نقشه با استفاده از عکس‌ها و تصاویر زمینی، دریایی، هوایی، ماهواره‌ای، تبدیل رقومی عکس‌ها و تصاویر، عملیات زمینی نقشه‌برداری، ویرایش و تکمیل نقشه‌های زمینی و تطبیق نقشه با وضعیت واقعی و موجود املاک و اضافه کردن کلیه اطلاعات ثبتی، حقوقی و توصیفی و کنترل نهائی و به‌روزرسانی آن می‌باشد.
اطلاعات پیمایشی حدنگاری اغلب یک عنصر اساسی در سامانه‌های اطلاعات جغرافیایی (GIS) یا سامانه‌های اطلاعات زمین (LIS) است که برای ارزیابی و مدیریت اراضی و املاک مورد استفاده قرار می‌گیرد. این سیستم و داده‌ها کاربردهای دیگری نیز دارند، مانند: ردیابی تغییرات طولانی‌مدت در طول زمان برای مطالعات زمین‌شناختی یا زیست‌محیطی و…
عملیات تهیهٔ نقشه‌های حدنگاشتی (کاداسترال) را می‌توان در مراحل زیر خلاصه کرد:
- تهیه نقشه از تمام یا قسمتی از شهرها
- تهیه نقشه از روستاها
- تهیه نقشه از زمین‌ها و املاک در شهرها و روستاها
- تهیه نقشه از کشتزارها و چراگاه‌ها

## تاریخچه
اولین شواهد استفادها از نقشه‌برداری کاداستر به دوران امپراتوری رم بر می‌گردد که امپراتوری برای بازپس‌گیری زمین‌های خود اقدام به تهیه نقشه کاداستر نمود. یکی از این موارد در سال ۷۷ میلادی در منطقه کامپانیا رخ داده که در نشان گر سنگی باقی مانده از آن نام «امپراتور وسپاسیان» برا آن دیده می‌شود.
با سقوط امپراتوری رم، استفاده از نقشه‌های کاداستر تا قرن شانزدهم و هفدهم میلادی به شکل کامل متوقف شد و در قرون وسطا از روش توضیحات مکتوب برای ثبت حدود اراضی استفاده می‌شد. با ظهور سرمایه‌داری در عصر رنسانس در اروپا، مجدد تهیه نقشه کاداستر به عنوان ابزاری برای تعیین و بیان خصوصیات زمین به عنوان ابزار اصلی تولید در سرمایه‌داری (در آن دوران)، مورد توجه قرار گرفت. این امر ابتدا برای تثبیت مالکیت خصوصی در اختلافات اراضی مورد توجه بود ولی در کوتاه مدت از آن به عنوان ابزاری برای ارزیابی دقیق تر مالیات از طرف دولت مورد استفاده قرار گرفت.
توجه به سامانه‌های مدیریت زمین و حدنگاری به عنوان یکی از شاخص‌های توسعه‌یافتگی کشورها و عامل جلوگیری از فساد، طی دهه‌های اخیر اهمیت بسیاری یافته و در اولویت اول برنامه‌ریزی‌ها قرار گرفته‌است؛ به گونه‌ای که مجامع بین‌المللی از قبیل سازمان ملل و بانک جهانی آن را در فهرست اهم فعالیت‌ها و راهکارهای پیشنهادی خود برای توسعه کشورها قرار داده‌اند.
با توجه به اهمیت نقشه‌های کاداستر و اطمینان از صحت اجرا فرایند در اکثر کشورها سازمان‌های متولی ثبت اسناد مالکیتی برای انجام صحیح فرایندها، شیوه‌نامه‌های متعددی دارند که صرفاً توصیه افراد آموزش دیده و تعیین صلاحیت شده قرار اجرا است. و نقشه‌های تولید شده توسط این افراد ارزش حقوقی دارند و با سایر نقشه‌ها تولید شده در علوم ژئوماتیک از نظر اعتبار و سندیت متفاوت اند.
متولی این امر در ایران اداره کل کاداستر، زیر نظر سازمان ثبت اسناد واملاک کشور می‌باشند.

## حدنگاری در ایران
قانون جامع حدنگار (کاداستر) کشور در اجرای اصل ۱۲۳ قانون اساسی (رئیس‌جمهور موظف است مصوبات مجلس یا نتیجه همه‌پرسی را پس از طی مراحل قانونی و ابلاغ به وی امضاء کند و برای اجرا در اختیار مسئولان بگذارد) جمهوری اسلامی ایران که با عنوان «طرح جامع کاداستر» به مجلس شورای اسلامی تقدیم شده بود در جلسه ۱۳۹۳/۱۱/۱۲ تصویب شد و به تأیید شورای نگهبان نیز رسید و توسط رئیس‌جمهور وقت (حسن روحانی) برای اجرا ابلاغ شد.
در این قانون، حدنگار (کاداستر)، فهرست مرتب شده اطلاعات مربوط به قطعات زمین است که مشخصه‌های زمین مانند اندازه، کاربری، مشخصات رقومی، ثبتی یا حقوقی به نقشه بزرگ مقیاس اضافه شده‌است.
در ایران تهیه نقشه‌های ثبتی بدین صورت است:
- عملیات صحرایی که توسط گروه نقشه‌برداری انجام می‌شود.
- عملیات کارتوگرافی که در دفاتر انجام می‌شود.
- تأیید نقشه‌های ثبتی بر عهده سازمان ثبت املاک می‌باشد.
- نقشه‌های ثبتی عموماً در مقیاس‌های ۱/۵۰۰ و ۱/۱۰۰۰ ارائه می‌شود.

نقشه‌های ثبتی را می‌توان از راه‌های مختلف دیگر نیز تهیه نمود، از جمله:
- به‌وسیلهٔ عکس‌های هوایی و کارتوگرافی
- توسط اسکنرهای لیزری و نرم‌افزارهای مربوط
- به‌وسیلهٔ دوربین‌های عکاسی بسیار قوی و نرم‌افزارهای مربوط
- به‌وسیلهٔ عکس‌های ماهواره‌ای و جُـز این‌ها

که تمامی روش‌های فوق برای عملیات با متراژ بالا به صرفه و هزینه‌بر می‌باشند.
ساده‌ترین و بهترین و دقیق‌ترین روش برای متراژهای نه‌چندان زیاد استفاده از دوربین‌های «توتال» و «جی‌پی‌اس» های دو فرکانسه دقیق می‌باشد.
سازمان ثبت اسناد و املاک ایران در آخرین آمار خود که در بهمن ۱۴۰۰ اعلام کرد، گفت که کاداسترِ بخش اعظمی از اراضی کشور (حدود ۸۰ درصد) انجام شده‌است که از حدود ۱۶۴ میلیون هکتار وسعت اراضی کشور، حدود ۱۳۵ میلیون هکتار آن اراضی منابع ملی و طبیعی می‌باشد که تا پایان آن سال در سامانه کاداستر تثبیت می‌گردد. 